# Ola Gjeilo

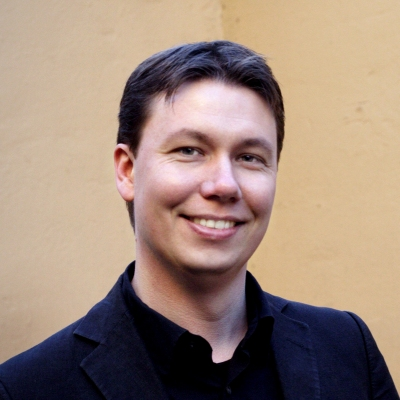
Ola Gjeilo (2008)

Ola Gjeilo [ˈûːlɑ ˈjæ̀ɪlʊ] (* 5. Mai 1978 in Skui, Kommune Bærum im Fylke Akershus, Norwegen) ist ein norwegischer Pianist und Komponist, dessen Werke sich der Neoklassik zurechnen lassen. Der Name wird ungefähr ausgesprochen wie „Jäilloh“.

## Leben
Gjeilo besuchte nach der Norwegischen Musikhochschule in Oslo und dem Royal College of Music in London ab 2001 die New Yorker Juilliard School. Nach dieser Ausbildung zum Komponisten, die er im Jahr 2006 mit einem Diplom abschloss, verfasste er in erster Linie Chorwerke, Stücke für Blasorchester sowie Klaviermusik. Gjeilo lebt in New York.

## Werk
Er legte eine Auswahl eigener Klavierstücke als Interpret erstmals 2007 vor, als er das Album Stone Rose veröffentlichte; fünf Jahre später folgten die Piano Improvisations. Die ebenfalls 2012 veröffentlichte CD mit Gjeilos Werken des Kammerchors Phoenix Chorale, Northern Lights, wurde in den Charts notiert. Gjeilo, der auch Kurse in Filmmusik besuchte, schreibt Musik, die von Klassik, Jazz, Volks- und Popmusik beeinflusst ist. Weitere Werke sind Sunrise Mass, eine Messe für achtstimmigen Chor und Streichorchester, und Song of the Universal für geteilten vierstimmigen Chor, Klavier und Streichorchester nach einem Text von Walt Whitman. 
Typisch für Gjeilos Chorwerke sind dichte Klangteppiche aus mehrstimmigen Clustern und lange geschichtete Akkorde mit langen Vorhalten oder Überhalten einzelner Stimmen. Bei begleiteten Werken finden sich teilweise schnelle repetierende Muster in den Instrumentalstimmen. Er verwendet häufig Texte aus der lateinischen Kirchenmusiktradition für seine Kompositionen.